# Битва под Липницей
Битва под Липницей — крупное сражение между войском Молдавского княжества, возглавляемым Стефаном III Великим, и силами Золотой Орды под командованием  Хана Ахмата. Битва произошла 20 августа 1470 года и окончилась победой молдавской армии. Это был последний поход золотоордынских татар на Дунай перед окончательным распадом Золотой Орды в начале XVI века.
Летом 1470 (по другим источникам 1469) года хан Большой Орды Ахмат предпринял военный поход на Молдавское княжество и Великое княжество Литовское (находившимся в унии с Польшей). Молдавский господарь Стефан Великий и польский король Казимир IV заранее подготовились к нападению, так как о походе их проинформировал крымский хан Менгли I Герай, находившийся во враждебных отношениях с Большой Ордой.
Войско Ахмата в Подолии разделилось на три части, которыми командовали сам Ахмат, его сын и его брат. Вначале они опустошили восточную Польшу, так как Казимир не смог вовремя собрать необходимые для сопротивления силы. Затем татары направились на юго-восток к Молдавии. Хроники сообщают о двух битвах между татарским и молдавским войсками, в обеих победила молдавская армия. Третья битва, наиболее масштабная, состоялась у деревни Липница (Липинчи), около Сорок, на Днестре.
К моменту битвы при Липнице татары уже отступали из молдавского княжества, ведя с собой несколько тысяч захваченных женщин и детей, а также большое количество скота. Перед 20 августа Стефану удалось заставить татар свернуть к липовому лесу на Днестре, у опушки которого была устроена засада, так что татары вынуждены были принять открытый бой.
Детальные описания хода битвы в источниках не сохранились, однако упоминается, что она была кровавой и жестокой. Обе стороны понесли большие потери, в том числе большое количество татар, пытавшихся спастись бегством, утонули в Днестре. Брат Ахмата погиб в сражении, а сын взят в плен и позже убит лично Стефаном.
Ахмат не смог организовать новое нападение на Молдавию, а в 1481 году был убит конкурентами. Золотая Орда прекратила существование в начале XVI века при наследниках Ахмата, так и не создав хоть сколько-нибудь серьёзную угрозу Молдавскому княжеству. Стефан укрепил свою восточную границу, построив и укрепив ряд крепостей на Днестре, включая Сорокскую крепость. Нападения на Молдавское княжество в дальнейшем продолжили крымские ханы.